# Jean-Louis Steinberg
Pour les articles homonymes, voir Steinberg.

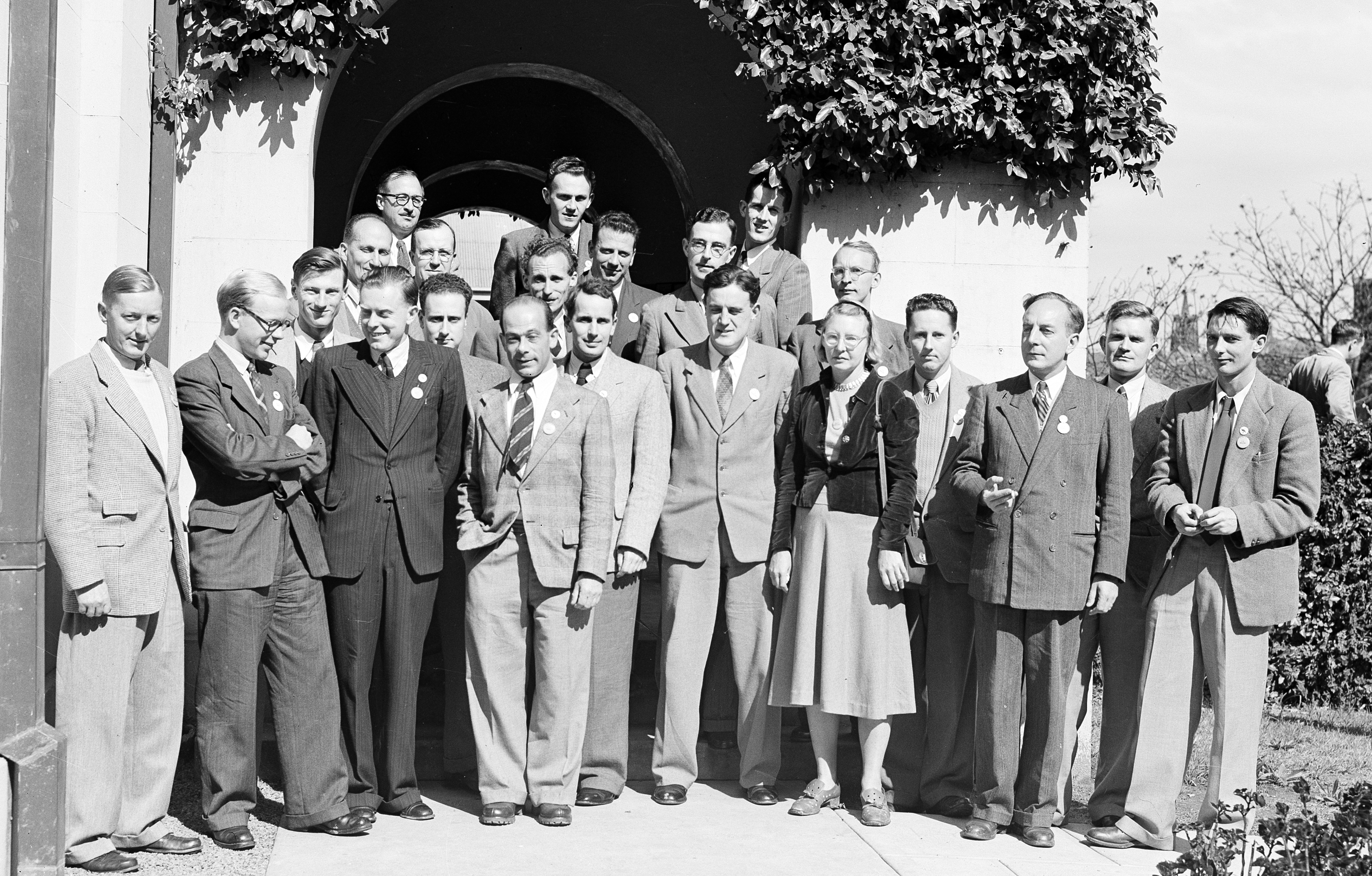
Steinberg (2e ligne, 2e à gauche) à la conference International Union of Radio Science, Sydney, 1952.

Jean-Louis Steinberg, né le 7 juin 1922 à Paris et mort le 21 janvier 2016  dans la même ville, est un astronome français.
Pionnier de la radioastronomie en France, il a été le cofondateur de la station de radioastronomie de Nançay en 1953. Figure historique de l’Observatoire de Paris, il a fondé en 1963  le "Service de radioastronomie spatiale", ancêtre du DESPA et du LESIA.
Jean-Louis Steinberg est également le fondateur, avec son épouse Madeleine, du journal Astronomy & Astrophysics en 1969,.

## Biographie
Jean-Louis Steinberg est le fils de Germain Steinberg et de Germaine Steinberg, née Israël. Germain Steinberg est né le 3 avril 1895 à Paris et Germaine Israël le 19 février 1897 à Paris.
Jean-Louis Steinberg fait des études d'ingénieur avant d'entrer au laboratoire de physique de l'École normale supérieure. En juin 1944, il est arrêté comme juif avec ses parents et son frère Claude Steinberg (né le 13 mars 1925 à Paris) et déporté  par le Convoi No. 76, en date du 30 juin 1944, de Drancy vers le camp d'Auschwitz. Leur dernière adresse est au 118 rue Dareau dans le 14e arrondissement de Paris. Il est le seul survivant (son plus jeune frère a échappé à la rafle).
Le physicien Yves Rocard le choisit avec Jean-François Denisse pour fonder, à l'École normale supérieure, le premier centre de radioastronomie en France. C'est dans ce cadre qu'il cofonde en 1953 la station de radioastronomie de Nançay.
En 1963, il fonde le service d’astronomie spatiale de l’Observatoire de Paris, à Meudon. Il est à l'origine de l'expérience d'observation des sursauts solaires embarquée sur la sonde soviétique Mars 3 en 1971.
Rédacteur en chef à partir de 1962 des Annales d'astrophysique, il est un des fondateurs en 1968 de la revue scientifique européenne Astronomy and Astrophysics, avec le Néerlandais Jan Hendrick Oort.

## Publications
- Avec Daniel Périer : Des quatre, un seul est rentré : La destruction d'une famille en 1940-1945, Éditeur :  Association des anciens élèves de l'École alsacienne, 2004  (ISBN 978-2950986634).
- Vivre d'amour et de mémoire, Éditions La Bruyère, 2012  (ISBN 978-2750007959).

## Récompenses
- Prix Félix-Robin 1979[7]
- Prix des trois physiciens 1993[8]
- L'astéroïde (13499) Steinberg a été nommé en son honneur.